# Vergetreidung
Als Vergetreidung bezeichnet man die einseitige Ausrichtung in der Landwirtschaft in der Getreideproduktion.

## Geschichte
Diese Form des Ackerbaus wurde etwa in der Zeit vom 12. bis ins 14. Jahrhundert im europäischen Raum betrieben. Der Anbau von Getreidesorten dominierte die Felderwirtschaft und verhinderte so weitgehend, dass neben dem Getreide auch andere Feldfrüchte großflächig angebaut wurden. Die Fokussierung auf die Getreidenutzung begründet sich nicht durch den feudalherrlichen Einfluss, sondern liegt in der genossenschaftlichen Organisation in den Dörfern und Siedlungsgebieten. Entscheidendes Hindernis, eine vielfältige Bodennutzung auszubauen, war der Flurzwang. Durch den Flurzwang waren die Bauern an die vereinbarte Absprachen, wie beispielsweise Anbausorte und Erntezeitpunkt längerfristig gebunden. Einen Ausweg aus dieser Situation sollte die Dreifelderwirtschaft bieten, die sich aber auch oft auf Getreide beschränkte.
Für die landwirtschaftliche Nutzung wurden die zur Verfügung stehenden Ackerflächen ausgedehnt. So wurden auch Böden bearbeitet, die geringe Erträge je Flächeneinheit erbrachten. Diese so genannten Grenzböden weisen somit eine geringe Produktivitätsrate auf. Solche Flächen finden sich beispielsweise ab einer Höhenlage oberhalb von 600 Metern. Diese Art der Bodennutzung war aufgrund der erschwerten Arbeitsbedingungen in den Höhenlagen kräftezehrend und zumeist wenig ertragreich.
Durch die Ausdehnung des Ackerbaus verkleinerte sich das Weideland für die Viehwirtschaft. Weidewirtschaft hatte jedoch immer noch regionale Schwerpunkte wie in den Marschgebieten entlang der Nordseeküste. Von dort aus wurden im 13. Jahrhundert Rinder sowie Butter und Käse als tierische Produkte exportiert. Spezielle Viehhöfe wurden für diese Zwecke errichtet.

## Auswahl der anzubauenden Getreidesorten
Bei der Wahl des anzubauenden Getreides wurde auf Bodenbeschaffenheit und klimatische Faktoren Rücksicht genommen. So wurde Roggen auf den Eschböden Nordwestdeutschlands geerntet, während Dinkel bevorzugt in Südwestdeutschland angebaut wurde und Weizen maßgeblich in Regionen westlich des Rheins. Welches Getreide jeweils bevorzugt wurde, unterschied sich selbst innerhalb eines Naturraums. So war im nördlichen Westfalen der „ewige Roggenbau“ üblich; im mittleren und im südlichen Münsterland hingegen wurde vor allem Gerste angebaut. Allgemein gilt: Auf Böden in Höhenlagen wurde vermehrt Roggen und Hafer produziert, in tieferliegenden Regionen vor allem Gerste und Weizen.
Im Rahmen der Dreifelderwirtschaft wurde im Herbst gepflügt und ein Wintergetreide ausgesät. Das überdauerte den Winter und wurde im folgenden Spätsommer geerntet. Nach nochmaligem Pflügen und regelmäßiger Bodenbearbeitung bis zum Frühjahr (zur Unkrautbekämpfung) wurde ein Sommergetreide ausgesät, das wiederum im Spätsommer geerntet wurde. Bis zum nächsten Herbst wurde die Fläche sich selbst überlassen und begrünte sich von alleine.

## Abweichung von der getreideorientierten Bodennutzung
Die Vergetreidung der Ackerfläche ließ einen Anbau von bereits bekannten Gewächsen wie Hülsenfrüchten, Linsen, Flachs, Kraut, Rüben, Wein und Obst nicht zu. Diese Sonder- oder Spezialkulturen fanden ihren Platz in den so genannten Gärten. Damit sind in der damaligen Zeit nicht ausschließlich die Hausgärten gemeint, sondern auch Feldstücke mit einer Größe von 2 bis 3 Hektar. Diese Feldstücke waren für den Anbau von Gemüse und Handelspflanzen bestimmt und waren losgelöst aus der genossenschaftlichen Nutzungsordnung für die Fruchtfolge. So wird beispielsweise in der Würzburger Polizeiordnung aus den Jahren 1451, 1470 und 1479 von Krautgärten berichtet. Auf der Hohenloher Ebene nannten sich diese Parzellen außerhalb des Fluranbaus Länder. Diese Anbaugebiete befanden sich in unmittelbarer Nähe zu den Siedlungen.

## Sonderfall Weinbau
Der Weinbau war ebenso von der getreideorientierten Nutzungsordnung und dem Flurzwang ausgenommen. Diese Flächen unterstanden dem Wein- oder Rebengartenrecht, welches unter anderem die Ummauerung und die Nebennutzung dieser Flächen für den Weinanbau ermöglichte.  Von Rhein bis Mosel und über die Donauregion hinweg breitete sich der Weinanbau schließlich bis in die nördlichen Landschaften aus. Weinbau in der Mark Brandenburg lässt sich durch eine Urkunde von 1173 nachweisen. Bischof Otto von Bamberg soll 1128 einen Wagen beladen mit Rebstöcken nach Pommern gebracht haben.